# Bergmann (Unternehmen)
Die Bergmann GmbH & Co. KG ist ein Unternehmen der haarverarbeitenden Industrie in Laupheim im Landkreis Biberach in Oberschwaben. Während des Zweiten Weltkrieges musste der jüdische Eigentümer des Unternehmens mit seiner Familie in die Vereinigten Staaten auswandern. Das Unternehmen wurde arisiert und in Württembergische Haarfabrik umbenannt. Nach dem Krieg wurde der Betrieb im Jahre 1952 im Rahmen der Reparationen an die Eigentümer rückübereignet und unter dem Namen Bergmann weitergeführt.

## Geschäftsentwicklung
Der aus Böhmen eingewanderte Josef Bergmann begründete 1873 einen Haarhandel in Laupheim. Mit dem Haar wurde aber nicht nur gehandelt, sondern es wurde auch weiterverarbeitet in Theaterperücken, Fastnachtperücken, Toupets, Bärte, Zöpfe und Haarpräparationen. Damals waren auch heute nicht mehr gängige Produkte im Sortiment wie die Uhrenkette aus Echthaar und Haarnetze aus Echthaar für den chinesischen Markt. Während der Inflationszeit in den 1920er Jahren verlor die Firma das ganze flüssige Kapital. Zuvor hatte das Unternehmen mit einer fast 300-köpfigen Belegschaft in Laupheim und Zweigstellen in London sowie im tschechischen Chotěboř seinen größten Betriebsumfang erreicht. In den 1930er Jahren wurde die Puppenherstellung zu einer wichtigen Abnehmerbranche.
Im Zweiten Weltkrieg wurde der Betrieb „arisiert“ und nannte sich Württembergische Haarfabrik. Die Eigentümer, die der jüdischen Gemeinde Laupheim angehörten, mussten nach Misshandlung einiger Mitglieder im Konzentrationslager Dachau in die Vereinigten Staaten auswandern. Nach dem Krieg wurde der Betrieb im Jahre 1952 an Marco Bergmann rückübereignet, der im selben Jahr tödlich verunglückte. Seitdem führte die Familie Freund das Unternehmen unter dem Namen Bergmann. In den 1950er Jahren wurden Perücken für Fastnachtsveranstaltungen und Theateraufführungen zum wichtigsten Geschäftsfeld, danach Modeperücken. Im Jahr 1964 wurden die heutigen Geschäftsräume bezogen.
In den 1970er und 1980er Jahren entwickelte Bergmann eine eigene Kunsthaarfaser unter dem Markennamen Betex. Der Exportanteil stieg auf 50 % der Produktion, mit den USA als wichtigstem Abnehmerland. Die Familie Bergmann blieb bis zum Jahr 2018 Gesellschafterin des Unternehmens. Mit der griechischen Klinik Bergmann Kord besteht eine Kooperation für die Haartransplantation an Männern. Insgesamt machen inzwischen Produkte und Dienstleistungen rund um die Haartransplantation das wichtigste Geschäftsfeld aus. Aber auch Perücken werden weiterhin angeboten.